# Župnija Jezersko
Župnija Jezersko je rimskokatoliška teritorialna župnija Dekanije Šenčur Nadškofije Ljubljana. Župnijska cerkev na Zgornjem Jezerskem je posvečena sv. Ožboltu, mučencu.